# 트리나크로메룸
트리나크르메룸(Trinacromerum)은 백악기 후기에 지금의 북아메리카 일대에 살았던 어룡이다. 속명의 뜻은 '끝이 세 갈래로 나뉜 대퇴골'을 의미하며, 그리스어 트리나크로스(Τρίνακρος, trinakros)
와 메로스(μηρός, meros)가 합쳐져 만들어졌다.

## 특징

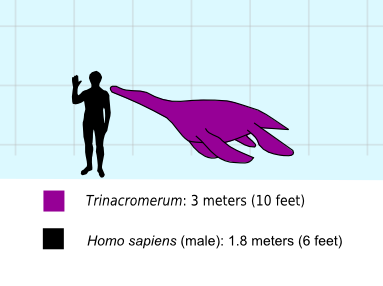
인간과의 크기 비교

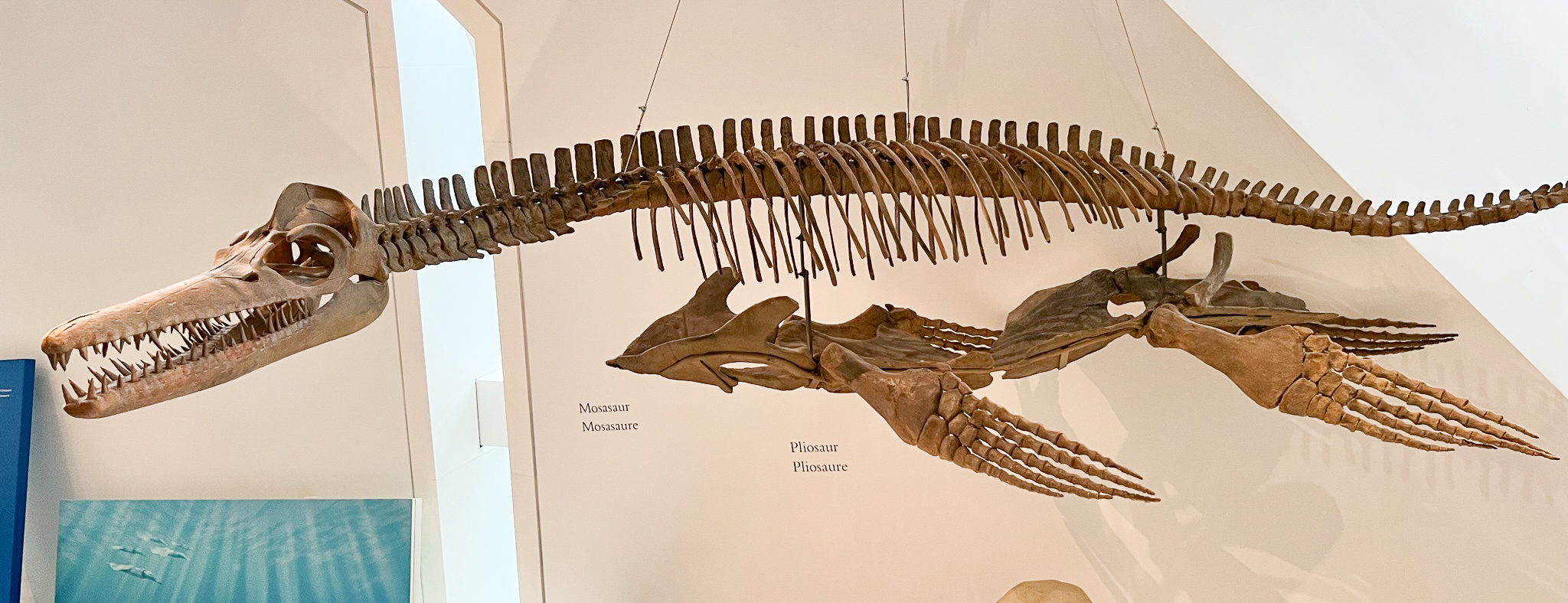
화석 표본

트리나크르메룸의 길이는 3 미터 (9.8 피트)이다. 이빨은 물고기 같은 미끌거리는 먹잇감을 잡기에는 적합했지만 고기의 살점을 뜯어내는 등의 행위에는 부적합했을 것으로 보이는 뾰족한 바늘 형태를 가지고 있었다. 이로 인해 주로 한 입에 집어삼킬 수 있을 만한 크기의 작은 물고기나 두족류 등을 먹고 살았을 가능성이 높다고 추정된다. 또한 긴 오리발 덕분에 빠른 수영 속도를 낼 수 있었으며, 생물학자 리처드 엘리스는 그 외형이 '날개 달린 펭귄'과 비슷하다고 묘사하기도 했다.